# De god zonder naam
De god zonder naam is het 39ste stripalbum uit de reeks Alex, bedacht door Jacques Martin, geschreven door David B. en getekend door Giorgio Albertini. De inkleuring werd verzorgd door Giorgio Albertini, V. Belardo en V. Moscon.
De eerste publicatie was ook meteen het eerste album. Het album werd op 4 november 2020 uitgegeven door uitgeverij Casterman als softcover met nummer 39 in de serie Alex.

## Het verhaal
Alex en Enak hebben van Julius Caesar de opdracht gekregen om met Eunones, de koning van de Sarmaten te gaan onderhandelen om zijn steun te krijgen in de strijd tegen de Daciërs en de Parthen. Caesar wil vrije doorgang voor zijn legioenen. Ze leren over de gebruiken van het volk der Samaten, waaronder de verering van de god van de oorlog die geen naam heeft en waaraan mensen worden geofferd. De Sarmaten kennen verschillende stammen die niet het gezag van Eunones erkennen, waaronder de stam van de Androphagi.
Bij een everzwijnenjacht worden ze overvallen door een groep Androphagi waar zich een oude bekende bij bevindt: de reuzin Niemand. Zij neemt Alex en Enak gevangen. Zij wil dat Alex haar helpt een mythisch paard te vangen dat zo groot is dat het haar kan dragen. Tijdens de zoektocht naar het paard worden ze overvallen en na enige verwikkelingen volgt er een gevecht waarin Alex een zwaard dat staat opgesteld op een heuvel van mensenbotten ter ere van de god van de oorlog grijpt om zich te verdedigen. Mede dankzij de toegesnelde Eunones en Romeinen weten Alex en Enak te ontsnappen. Later ontmoet Alex de reuzin weer; zij lijkt het mythische paard gevangen te hebben.